# Filipowo (rejon głębocki)
Filipowo (biał. Філіпава; ros. Филипово) – dawna wieś na Białorusi, w obwodzie witebskim, w rejonie głębockim, w sielsowiecie Plisa.
Miejscowość została zlikwidowana w 2007 roku.

## Historia
W czasach zaborów w powiecie dzisieńskim, w guberni wileńskiej Imperium Rosyjskiego.
W dniach 4-5 lipca 1920 r. pod wsią wojska polskie stoczyły przegraną bitwę z wojskami sowieckimi.
W latach 1921–1945 folwark leżał w Polsce, w województwie wileńskim, w powiecie dziśnieńskim, w gminie Plisa.
Według Powszechnego Spisu Ludności z 1921 roku zamieszkiwało tu 108 osób, 104 były wyznania rzymskokatolickiego a 4 prawosławnego. Jednocześnie 97 mieszkańców zadeklarowało polską a 11 białoruską przynależność narodową. Było tu 18 budynków mieszkalnych. W 1931 w 19 domach zamieszkiwały 103 osoby.
Wierni należeli do parafii rzymskokatolickiej w Czerniewiczach. Miejscowość podlegała pod Sąd Grodzki w Głębokiem i Okręgowy w Wilnie; właściwy urząd pocztowy mieścił się w Plissie.
W wyniku napaści ZSRR na Polskę we wrześniu 1939 miejscowość znalazła się pod okupacją sowiecką. 2 listopada została włączona do Białoruskiej SRR. Od czerwca 1941 roku pod okupacją niemiecką. W 1944 miejscowość została ponownie zajęta przez wojska sowieckie i włączona do Białoruskiej SRR.
Od 1991 w składzie niepodległej Białorusi.